# Europejska karta równości kobiet i mężczyzn w życiu lokalnym
 Europejska karta równości kobiet i mężczyzn w życiu lokalnym została wprowadzona w maju 2006 roku przez Radę Gmin i Regionów Europy. Karta ta adresowana jest do władz lokalnych i regionalnych Europy. Władzom zaproponowano podpisanie niniejszego dokumentu i tym samym wprowadzenie jego postanowień na ich terytorium. Kartę od momentu jej opracowania podpisało 1514 gmin w 33 państwach (stan na 8 marca 2016).

## Sześć podstawowych zasad
- Równość kobiet i mężczyzn w poszanowaniu podstawowych praw;
- W celu zapewnienia równości kobiet i mężczyzn poruszane muszą być kwestie różnorodnej dyskryminacji opartej na uprzedzeniach rasowych, niepełnosprawności, orientacji seksualnej, religii i sytuacji społeczno-ekonomicznej;
- Zrównoważony udział kobiet i mężczyzn w procesie podejmowania decyzji w demokratycznym społeczeństwie;
- Należy wykluczyć wszelkie stereotypy dotyczące płci oraz stosunki i uprzedzenia z nich wynikające
- Władze lokalne i samorządowe przy podejmowaniu jakiejkolwiek decyzji powinny brać pod uwagę potrzeby obu płci w równym stopniu;
- Wykorzystanie środków powinno być odpowiednio zaplanowane i wprowadzone w życie.

## Początki karty
Rada Gmin i Regionów Europy od dawna pracowała nad wyeliminowaniem wszelkiej dyskryminacji, także tej związanej z płcią. W 2005 roku, przy współfinansowaniu Komisji Europejskiej, prowadziła projekt Miasto dla równości. Nadrzędnym celem tego projektu było zbieranie informacji o rzeczywistych przypadkach równouprawnienia płci wśród władz lokalnych w Europie, jak również stworzenie metodologii mającej pomóc lokalnym urzędnikom w osiągnięciu rzeczywistego równouprawnienia w gminach.
W końcowej fazie projektu, Rada Gmin i Regionów Europy, korzystając ze środków finansowych Komisji Europejskiej, zaangażowała się w nowy projekt mający na celu stworzenie karty równości kobiet i mężczyzn w życiu lokalnym. Przedsięwzięcie to dążyło do zachęcenia lokalnych polityków do podpisania dokumentu i tym samym do wprowadzenia postanowień karty w życie.

## Karta w Polsce
Nysa jest pierwszą gminą w Polsce, która podpisała Kartę i wdraża ją, przyjmując „Równościowy plan działania dla gminy Nysa na lata 2008–2010”.
Dnia 11.02.2020 Rada Miasta Poznania przyjęła Europejską kartę równości kobiet i mężczyzn w życiu lokalnym. Podczas sesji Rady Miasta protestowało grono mieszkańców, którzy nie chcieli zgodzić się na przyjęcie przez radnych Karty. Za przyjęciem dokumentu opowiedziało 23 radnych, przeciw było 10 – radni PiS i jeden radny Koalicji Obywatelskiej. Wojewoda unieważnił tę uchwałę Rady Miasta.
11.10.2021 Kartę podpisało 16 samorządów: Bydgoszcz, Chełmno, Jasło, Krosno, Lublin, Ostrów Wielkopolski, Płońsk, Poznań, Pruszków, Puck, Skarżysko Kamienna, Sopot, Świdnica, Wałbrzych, Wołomin i Warszawa.